# Мі-26

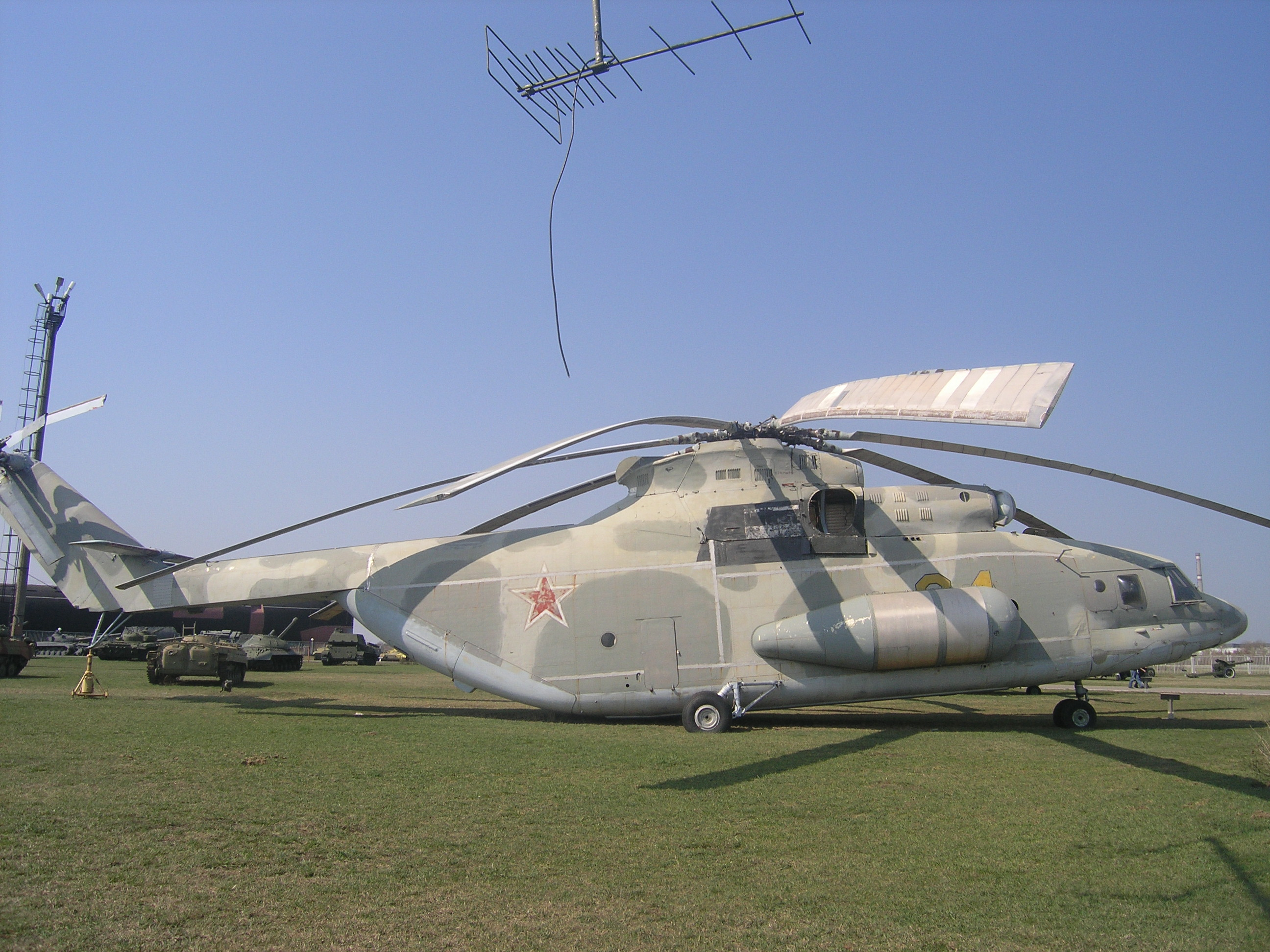
Мі-26 в Технічному музеї Тольятті

 Мі-26  (виріб «90») (за кодифікацією НАТО: Halo — з англ. «Ореол») — радянський багатоцільовий транспортний вертоліт, найбільший у світі серійний транспортний вертоліт, але другий після прототипу Мі-12. Розробник — ДКБ Міля. Перший політ здійснив 14 грудня 1977. Серійно вироблявся Ростовським вертолітним заводом. Всього на 1999 виготовлено 220 машин (276 за весь термін серійного виробництва).
Неофіційна назва — «Корова». Вантажопідйомність — до 25 т корисного навантаження. Вертоліт може бути використаний для завдань як військового, так і цивільного характеру, а також для проведення пошуково-рятувальних операцій.

## Конструкція
Вертоліт побудований за одногвинтовою схемою з двома двигунами і трьохстійковим шасі, яке не усувається у польоті. Суцільнометалевий фюзеляж напівмонококової конструкції має змінний переріз. У його носовій частині є радіопрозорий обтічник що закриває антену РЛС, кабіна екіпажу, кабіна для пасажирів, що супроводжують вантаж, і відсіки для розміщення обладнання. Центральна частина фюзеляжу має у своєму складі вантажну кабіну розміром 12,00 × 3,20 × (2,95-3,57) м і відсік, що переходить в кінцеву балку. У транспортно-десантному варіанті вертольота можуть розміститися 68 парашутистів або 80 солдатів зі штатною зброєю. У санітарному варіанті вертольота можливо розмістити до 60 нош з пораненими. Для завантаження великогабаритних вантажів у вантажній кабіні розташована електролебідка з тяговим зусиллям до 500 кг. Також вертоліт здатний перевозити вантажі на зовнішній підвісці.

## Бортове обладнання вертольота
Радіоелектронне та навігаційне обладнання вертольота дозволяє виконувати бойові задачі в складних метеорологічних умовах і в будь-який час доби. Навігаційний комплекс, що входить до його складу, містить у собі комбіновану курсову систему «Гребінь-2», пілотажний командний прилад ПКП-77М, радіоелектронну систему ближньої навігації «Веер-М», радіовисотомір, автоматичні радіокомпас і доплеровській вимірювач швидкості і кута зносу. Пілотажний комплекс вертольота ПКВ-26-1 складається з чотирьохканального автопілота ВУАП-1, системи траекторного управління, директорного управління та гасіння коливань вантажу на зовнішній підвісці. Вертоліт обладнаний метеолокатором, засобами зв'язку, а також телевізійною апаратурою для візуального спостереження за станом вантажу.

## Особливості вертольота
На сьогодні Мі-26 є найбільшим транспортним вертольотом у світі, який виробляється серійно. У США виробляється аналогічний за задачами, але набагато менший вертоліт CH-53 фірмою Sikorsky Aero Engineering Corporation.

## Порівняння
|                                                     | Мі-26                        | Мі-6                 | CH-53 Super Stallion                                                           |
| --------------------------------------------------- | ---------------------------- | -------------------- | ------------------------------------------------------------------------------ |
| Екіпаж                                              | 5                            | 6/5 (ВПС/ЦА)         | 2 пілоти + 1 командир/правий стрілець + 1 лівий стрілець + 1 кормовий стрілець |
| Максимальна вага вантажу всередені (кг)             | 20000                        | 9016                 | 14515                                                                          |
| Максимальна вага вантажу на зовнішній підвісці (кг) | 20000                        | до 8000              | 16329                                                                          |
| Вага порожнього (кг)                                | 28200                        | 26500                | 15071                                                                          |
| Максимальна злітна вага (кг)                        | 56000                        | 42000                | 33339                                                                          |
| Максимальна кількість пасажирів                     | 85 солдат або 70 десантників | нд                   | 37 за замовчуванням, 55 з доданим центральним рядом                            |
| Довжина фюзеляжа (м)                                | 33,7                         | 33,16                | 30,18                                                                          |
| Довжина за гвинтом (м)                              | 40                           | 41,7                 | нд                                                                             |
| Діаметр несучого гвинта (м)                         | 32                           | 35                   | 24,08                                                                          |
| Кількість лопатей                                   | 8                            | 5                    | 7                                                                              |
| Площа обертання несучого гвинта (м2)                | 804,25                       | 962,1                | 460                                                                            |
| Висота (м)                                          | 8,15                         | 9,16                 | 8,46                                                                           |
| Динамічна стеля (м)                                 | 6500                         | нд                   | нд                                                                             |
| Статична стеля (м)                                  | 1800                         | ні                   | нд                                                                             |
| Практична стеля (м)                                 | 4600                         | 4500                 | 5600                                                                           |
| Кількість двигунів і потужність (л.с)               | 2х11400                      | 2х6500               | 3х4380                                                                         |
| Об'єм внутрішніх паливних баків (л)                 | 12000                        | 8150 (8090 на Мі-6А) | 5314+можливість дозаправки у повітрі                                           |
| Крейсерська/максимальна швидкість (км/год)          | 265/295                      | 140/300              | 280/310                                                                        |
| Дальність польоту з максимальним навантаженням (км) | 475                          | 580                  | 300                                                                            |

## Участь у бойових діях
- Афганська війна
- Карабаська війна
- Перша чеченська війна
- Друга чеченська війна

Використовувався для евакуації пошкоджених вертольотів СН-47 «Чинук» збройних сил США в Афганістані.

## Версії
- В-29  — прототип
- Мі-26  — військовий транспортний варіант
- Мі-26А  — покращений варіант
- Мі-26М  — спроектований для підвищеної продуктивності
- Мі-26MS  — медичний варіант
- Мі-26НЕФ-М  — протичовновий варіант
- Мі-26П  — цивільний варіант на 63 пасажира
- Мі-26ПК  — «літаючий кран»
- Мі-26T  — цивільний транспортний варіант
- Мі-26TC  — вантажний варіант
- Мі-26ТМ  — «літаючий кран»
- Мі-26ТП  — пожежний варіант
- Мі-26ПП  — постановник перешкод
- Мі-26TS  — експортний варіант Мі-26T
- Мі-26ТЗ  — паливозаправник
- Мі-27  — повітряний пункт управління
- Мі-26Т2 — модифікація з екіпажем з 2-3 льотчиків, вертоліт здатний здійснювати нічні польоти, додані екрани в кабіні, замість аналогових датчиків.
- Мі-26Т2В — модифікація З сучасним інтегрованим комплексом бортового радіоелектронного обладнання НПК90-2В, БРЕО яке дозволяє в автоматичному режимі виконувати політ за маршрутом, вихід в заздалегідь задану точку, захід на посадку, а також предпосадочное маневрування і повернення на основний або запасний аеродром. Встановлено цифровий пілотажний комплекс, кольорові рідкокристалічні багатофункціональні індикатори, новий бортовий комплекс оборони «Вітебськ». Світлосигнальне обладнання Мі-26Т2 адаптовано під використання окулярів нічного бачення, встановлені нові енергопоглинаючі крісла екіпажу. Покращені системи навігації та супутникових засобів зв'язку вертольота.

## Мі-27

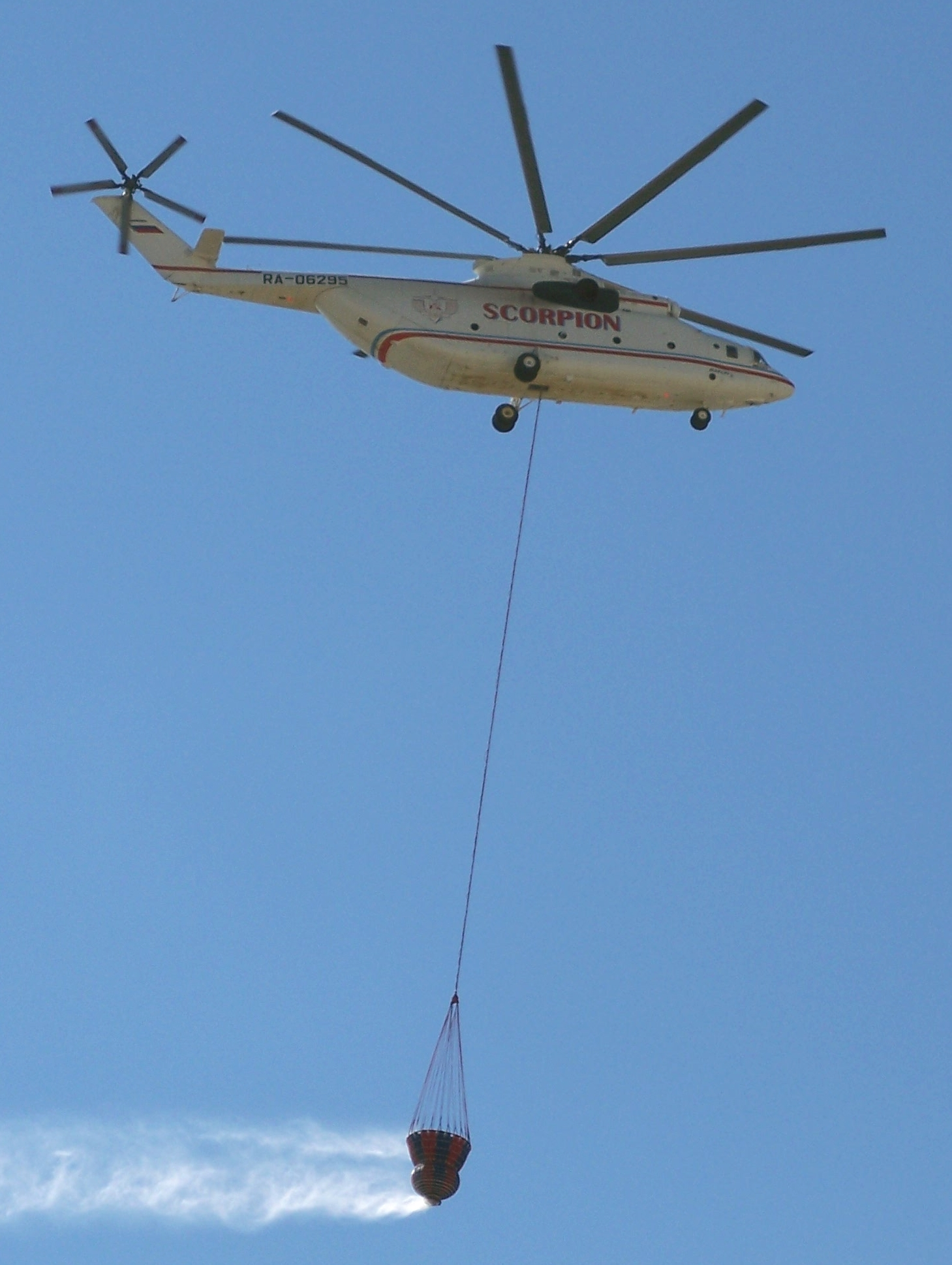
Мі-26TC — вантажний варіант

У середині 80-х р. на базі Мі-26 був розроблений ряд військових модифікацій. Відповідно до урядової постанови в 1988 р. на Ростовському вертолітному заводі був побудований повітряний пункт управління, призначений для управління бойовими діями загальновійськових армій . Машина отримала позначення Мі-27.
Конструкція Мі-27 аналогічна до базового вертольота. Вантажна кабіна поділялася поперечними перегородками на салон оперативної групи (ОГ), технічний і побутової відсіки. У салоні ОГ розміщувалися 6 робочих місць, у наступному відсіку розташовувалася група управління технічними засобами та організації зв'язку, там же при необхідності можна було організувати додаткові місця відпочинку. У технічному відсіку знаходилася радіозв'язкова апаратура. Побутове обладнання включало систему водопостачання, буфет, відсік для відпочинку двох людей і гальюн.
Були переобладнані два серійних вертольота, які проходили випробування в Ленінграді та Євпаторії. Одна з цих машин потім потрапила у Харківський інститут ВПС, де використовується і понині як наочний посібник  [Архівовано 8 березня 2010 у Wayback Machine.].

## Авіаподії і катастрофи
- Найбільша за кількістю жертв катастрофа в історії військової авіації СРСР / Росії і найбільша катастрофа вертольота в історії світової авіації сталася 19 серпня 2002 у Чечні. У результаті ракетної атаки чеченських партизанів над Ханкалою був збитий Мі-26 Збройних Сил РФ, який спланував на мінне поле. Загинуло 127  чоловік.
- 14 липня 2009 року у південній афганській провінції Гельмунд, рухом Талібан, був збитий вертоліт Мі-26 належав авіакомпанії Air-Pecotox (Молдова) і на контрактній основі використовувався в рамках гуманітарної місії під егідою МССБ. Загинули шість членів екіпажу, всі — громадяни України. Четверо з шести загиблих пілотів вертольота Мі-26, який був збитий 14 липня в Афганістані, проживали у місті Новий Калинів Самбірського району Львівської області.[7]
- 25 квітня 2020 року гелікоптер Мі-26 розвалився після жорсткої посадки на Ямалі. Внаслідок авіаційного інциденту є постраждалі, від двох до шести осіб. Загалом же на борту гелікоптера знаходилось восьмеро осіб — п'ятеро пасажирів та три члени екіпажу[8].
- 27 липня 2023 року Мі-26 (реєстраційний номер RF-06053) зазнав аварії на аеродромі міста Якутськ, в результаті якої у гелікоптера відірвало хвостову частину.[9]

## Експлуатанти
- Росія  — 35[10] + (7 Мі-26Т експлуатуються авіакомпанією «Вертикаль-Т»[11])
- Казахстан
- КНДР
- Венесуела  — 2 Мі-26Т2[12]
- Перу
- Білорусь  — 11 од.
- Індія
- Китай  — не менше 2 од.[13]

### Колишні експлуатанти
- Молдова [14] — 14 липня 2009 в Афганістані у південній афганській провінції Гельмунд, рухом «Талібан» був збитий єдиний Мі-26, що належав молдавській компанії Air-Pecotox.
- Україна  — Більшість гелікоптерів утилізовані за технічним станом, частина була передана комерційним компаніям або продана за кордон. Всі наявні у ЗСУ гелікоптери Мі-26 зберігаються у 12-й бригаді армійської авіації (Новий Калинів). Більшість з них вже не підлягає відновленню.[15]